# Victorinus (Konsul 282)
Victorinus war ein römischer Senator. Er war im Jahr 282 zusammen mit Kaiser Probus ordentlicher Konsul.
Die Identifizierung des Victorinus gestaltet sich als schwierig, da die Chronographen zumeist nur das Cognomen angeben. Er könnte aber mit zwei überlieferten Personen identifiziert werden. Er könnte jener Victorinus sein, der im Jahr 280 oder 281 einen Usurpationsversuch in Britannien (durch Lucius Septimius?) niederschlug und von Probus dafür mit dem Konsulat belohnt wurde. Es könnte sich aber auch um Pomponius Victorianus handeln, der im Jahr 282 Stadtpräfekt war. Victorinus und Victorianus könnten auch eine Person sein, jedoch muss dies wegen der schwierigen Quellenlage offenbleiben.